# Blinka lilla stjärna
Denna artikel handlar om sången Blinka, lilla stjärna. För filmen med samma namn, se Blinka, lilla stjärna (film).
Blinka, lilla stjärna är en barnsång. Den kombinerar melodin till den franska 1700-talsvisan ”Ah, vous dirai-je, Maman” (Ska jag berätta för dig, mamma), som Wolfgang Amadeus Mozart 1785 gjorde 12 pianovariationer på, med dikten The Star som systrarna Ann och Jane Taylor 1806 publicerade i Rhymes for the Nursery. På engelska kallas sången Twinkle, Twinkle, Little Star. I Sverige var tidigare melodin känd med texten När vi sitta i vår bänk i Hemskolan av Anders Oldberg från 1842. Betty Ehrenborg-Posse (1818–1880) översatte sedan dikten The Star till svenska och sammansatte den med musiken.
Ibland på förskolornas Lucia- och julspel sjungs Blinka, lilla stjärna som julsång, syftande på Betlehemsstjärnan. Dock nämns aldrig något om Betlehemsstjärnan eller julen i ”Blinka, lilla stjärna”.

## Text
Texten till de fem verserna:
Blinka, lilla stjärna där,
hur jag undrar vad du är.
Fjärran lockar du min syn,
lik en diamant i skyn.
Blinka, lilla stjärna där,
hur jag undrar vad du är.

När den sköna sol gått ner,
strax du kommer fram och ler.
Börjar klar din stilla gång,
glimrar, glimrar natten lång.
Blinka, lilla stjärna där,
hur jag undrar vad du är.

Vandraren på nattlig stig,
för ditt ljus, han älskar dig.
Hade icke sett att gå,
om du icke glimrat så.
Blinka, lilla stjärna där,
hur jag undrar vad du är.

Ofta du med blick så fin,
tittar genom min gardin.
Sluter ögat ej förrän,
solen visar sig igen.
Blinka, lilla stjärna där,
hur jag undrar vad du är.

Glimma du på vandrarns stig,
fast jag än förstår ej dig.
Blänk, du lilla klara sken,
där han går så tyst allen.
Blinka, lilla stjärna där,
hur jag undrar vad du är.

## Andra texter till melodin
Melodin har även fått många andra texter, bland annat i Sesame Street där texten Whistle, Whistle Little Bird ingick, och en text om svensk grammatik, Substantiv är namn på ting, sjungs ibland i den svenska grundskolan. En annan text på tyska sjungs ibland då elever lär sig tyska prepositioner, liksom en text om hur det franska verbet être böjs i presens indikativ. Gullan Bornemark skrev texter med trafiktema för Anita och Televinken. Texten Tänk vad han är snäll ändå handlar om Herr Gårman, symbolen för övergångsställe, medan ”Våran mamma kör med oss” handlar om att åka bil. En annan variant, Blinka, blinka, min reflex, som uppkommit i Sverige någon gång under 1900-talet, har i syfte att lära barn att det är viktigt att ha reflexer när man är ute och går och det är mörkt ute.

### Övrigt
- Alfabetsvisan
- Gud som haver barnen kär
- Jesu lilla lamm jag är

## Publikation
- Nu ska vi sjunga, 1943 (vers 1–2), under rubriken ”Andra vackra sånger och visor”, angiven som ”Fransk folkmelodi”.
- Lek med toner (vers 1), 1971 (angiven med Betty Ehrenborg-Posse som sångtextförfattare, efter fransk melodi)
- Barnvisor och sånglekar till enkelt komp, 1984 (vers 1 på svenska och engelska)
- Barnens svenska sångbok (vers 1–4), 1999, under rubriken ”Sånger för småfolk”.